# Colom imperial de les illes de la Societat
El colom imperial de les illes de la Societat (Ducula aurorae) és una espècie d'ocell de la família dels colúmbids (Columbidae) que habita els boscos de les illes Tahití i Makatea.